# Radiotélégraphiste de chemin de fer
Pour les articles homonymes, voir Radiotélégraphiste.
 (novembre 2020).
L’opérateur radiotélégraphiste de chemin de fer, était jusqu'à ce que ce métier disparaisse, un cheminot dont la fonction était de transmettre et recevoir des ordres provenant du contrôleur de circulation ferroviaire, ainsi que de lui retransmettre le progrès du train. Il établissait également les radiotélégrammes des voyageurs.

## Fonction
L’opérateur radiotélégraphiste de train des chemins de fer ( SNCF ) était, vers 1930, un cheminot chargé d'établir les communications pour l'approvisionnement, les communications de service, listes de fret, cargaison, détails, etc. , les communications publiques et des messages familiaux, de transmettre aux trains des ordres provenant du contrôleur de circulation ferroviaire, et de lui retransmettre le progrès de la circulation du train.
La radiotélégraphie permettait ainsi au personnel roulant et au personnel fixe de communiquer entre eux, notamment concernant la sécurité, la circulation et l'efficacité de la gestion du trafic.

## Historique
Les premiers opérateurs télégraphiste de train des chemins de fer en marche sont apparus dès 1890 . 
L'ancien métier d’opérateur radiotélégraphiste de train des compagnies Compagnie de Paris-Lyon-Méditerranée, Compagnie d'Orléans, Compagnie du Midi, Compagnie du Nord, Compagnie de l'Est, Compagnie de l'Ouest remonte au début du XXe siècle. À une époque où les compagnies communiquaient en radiotélégraphie. Les voyageurs qui couraient de régions en régions en France réclamèrent les possibilités de télégraphier au cours de leurs voyages.
L’opérateur radiotélégraphiste a disparu avec la rapidité des transports et la généralisation de la communication par radiotéléphonie.

## Antenne

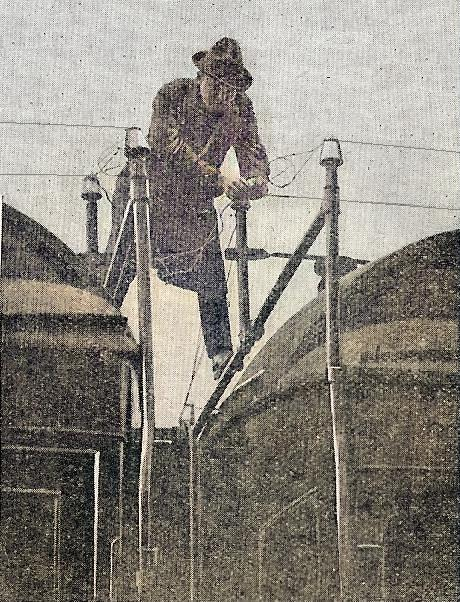
Antenne radiotélégraphique de train.

En France l'antenne radioélectrique radiotélégraphique était fixé horizontalement entre 1 et 2 mètres au-dessus du toit du train (et passait de wagon en wagon sur toute la longueur du train).